# Descanso discicollis
Descanso discicollis là một loài nhện trong họ Salticidae.
Loài này thuộc chi Descanso. Descanso discicollis được Władysław Taczanowski miêu tả năm 1878.